# Zinder
Zinder es la segunda ciudad más grande de Níger. Situada en el sur del país, es el chef-lieu de la región homónima, dentro de la cual forma una "comunidad urbana" equiparada a un departamento. En 2012, la comunidad de Zinder tenía una población total de 322 935 habitantes, repartidos en cinco comunas urbanas.
Se sitúa 850 kilómetros al este del Niamey y a 240 kilómetros al norte de la ciudad nigeriana de Kano.

## Historia
A partir del siglo XVIII fue el centro del estado de Damgaram. Tenía una población de unos 20.000 habitantes y era conocida por su muralla, la cual puede todavía ser vista, y por su mercado de esclavos. 
La ciudad fue capturada por Francia en 1899, y cuando Níger pasó a ser una colonia fue la primera capital, hasta que Niamey la sustituyó  en 1926.
En 2003, la empresa de telecomunicaciones Celtel llegó a Zinder, construyó una torre de telefonía móvil y vendió tarjetas telefónicas prepagas a los residentes. Esta llegada del teléfono móvil cambió drásticamente los modos de comunicación en la ciudad, permitiendo a los comerciantes contar con un medio más rápido y económico para comunicarse con compradores y vendedores. Este es un ejemplo de cómo las torres celulares en el mundo subdesarrollado han comenzado a transformar el mercado.

## Administración
La ciudad es el chef-lieu de la región homónima. Dentro de la región, no pertenece a ninguno de sus diez departamentos, sino que forma una "comunidad urbana" directamente subordinada a la región. Junto con Maradi, Niamey y Tahoua, Zinder es una de las cuatro ciudades del país que se divide en varias comunas urbanas, a veces denominadas arrondissements. Las comunas urbanas de Zinder son las siguientes, que se muestran asimismo con población de diciembre de 2012:
- Zinder I (84 610 habitantes)
- Zinder II (68 984 habitantes)
- Zinder III (55 995 habitantes)
- Zinder IV (80 923 habitantes)
- Zinder V (32 423 habitantes)

Antes de la reforma territorial de 2011, Zinder ya tenía un estatus especial de ciudad con cinco comunas, pero pertenecía al departamento de Mirriah.

## Sectores
Hoy Zinder abarca tres áreas principales: 
- Birni, la ciudad antigua, donde se sitúan  la gran Mezquita de Zinder y el palacio de los Sultanes de Zinder, así como un museo.
- Zengou, el viejo establecimiento de los hausa, conocido  por su vernacular arquitectura.
- La ciudad nueva, entre Birni y Zengou, que es el centro comercial, conocida por sus grandes mercados.

Zinder es una de las áreas más afectadas por la crisis alimentaria en 2005 que padeció Níger.

## Cultura
En la novela de Julio Verne "Cinco semanas en globo" se menciona acerca de la ciudad de Zinder una anécdota, de incierta verosimilitud:
"No tardaron en llegar a la ciudad de Zinder, fácil de reconocer por su gran plaza de las ejecuciones, en cuyo centro se levanta el árbol de la muerte; al pie de éste vela el verdugo y cualquiera que pasa bajo su sombra es inmediatamente ahorcado."